# Mini-Z
Mini-Z — это название популярной серии радиоуправляемых моделей автомобилей в масштабах от 1:24 до 1:30, выпускаемой японской компанией Kyosho. Первая модель серии Mini-Z была представлена миру в 1999 году. На данный момент Mini-Z является монополистом в своём классе. Ближайшие конкуренты — автомодели XMODS (RadioShack) и Iwaver. Mini-Z представляет собой радиоуправляемое шасси и пластиковый корпус, копирующий реальный автомобиль. Машинки 15-18 см в длину умещаются на ладони взрослого человека. Масса — около 190 граммов. Несмотря на малые размеры, Mini-Z обладают всеми основными узлами радиоуправляемых моделей в более крупном масштабе. В них присутствует пропорциональное управление газом и рулём, пружинная подвеска, сателлитный дифференциал. Все компоненты и узлы можно заменить, подвергнуть тюнингу. На данный момент линейка Mini-Z разбита на несколько серий: Racer, Formula, Overland, Monster, Buggy, Lit.

## Разновидности Mini-Z

### Racer
Серия Mini-Z Racer самая массовая, она же одна из самых популярных и доступных. Ежемясячно в различных странах мира проводятся десятки соревнований на этих автомоделях. Racer — это шасси с копийным кузовом спортивного автомобиля, выполненного в масштабе 1:27. С 1999 года компания Kyosho для серии Racer выпустила более 350 различных кузовов. Эта коллекция ежемесячно пополняется новинками.
Линейка Mini-Z Racer представлена несколькими типами шасси, которые принципиально отличаются друг от друга по конструкции:
- MR-01 — заднеприводное шасси (снято с производства)
- MR-015 — заднеприводное шасси с вертикально расположенными аккумуляторами и узкой передней подвеской (снято с производства)
- MR-02 — заднеприводное шасси с горизонтально расположенными аккумуляторами и широкой передней подвеской (снято с производства)
- MR-02EX — заднеприводное шасси с горизонтально расположенными аккумуляторами и широкой передней подвеской (поставляется с передатчиком Kyosho Perfex KT-18, работающем в частотном диапазоне ASF 2.4GHz)
- MR-03 — заднеприводное универсальное шасси с горизонтально расположенными аккумуляторами и независимой передней подвеской (передатчик не входит в комплект поставки и приобретается отдельно! Для управления подходят передатчики, работающие в частотном диапазоне ASF 2.4GHz. Например: Kyosho Perfex KT-18)
- MR-03 Sport — заднеприводное шасси с горизонтально расположенными аккумуляторами и независимой передней подвеской (поставляется с передатчиком Kyosho Perfex KT-19, работающем в частотном диапазоне FHS 2.4GHz). Шасси комплектуется более простой электроникой, по сравнению с Mini-Z MR-03
- MR-03VE — заднеприводное шасси с горизонтально расположенными аккумуляторами с бесколлекторным мотором и независимой передней подвеской
- AWD (MA-010, MA-015 или MA-020) — полноприводное шасси

#### Конструкция Mini-Z Racer
Шасси Mini-Z Racer состоит из пластикового корпуса шасси (скелета), к которому с помощью гибкой пластины крепится моторама. Путём сдвига пластины в крепёжных отверстиях скелета шасси можно увеличивать или уменьшать колёсную базу шасси. Внутри пластикового скелета шасси устанавливается механизм поворота передних колёс (сервопривод), который подключается к электронной плате с интегрированным приёмником и регулятором оборотов двигателя. В скелете предусмотрены места для установки четырёх аккумуляторов типоразмера AAA. В передней части скелета закрепляются поворотные кулачки, на которые крепятся передние колёса с помощью гаек. В мотораму, которая крепится к скелету шасси с помощью гибкой пластины, вставляется мотор. На вал мотора надеваются маленькие ведущие шестерёнки (в базовом комплекте имеется 4 вида шестерёнок — 6, 7, 8 или 9 зубцов). Замена шестерёнок влияет на динамические характеристики модели. В корпус моторамы вставляется дифференциал с большой ведомой шестерёнкой (в базовом комплекте сателлитный дифференциал с большой шестерёнкой 44 зуба). На ось дифференциала надеваются задние колёса и закрепляются с помощью гаек.
На каждое заднеприводное шасси может быть установлена одна из выпускаемых моторам. Всего выпускается 4 типа моторам:
- RM — мотор расположен за осью дифференциала
- MM — мотор расположен перед осью дифференциала
- LM — мотор расположен перед осью дифференциала в горизонтальной плоскости
- HM — мотор расположен над осью дифференциала

Полное наименование шасси выглядит следующим образом — MR-015 RM, MR-02 MM или MR-02 LM и т. п. Расположение двигателя в мотораме в значительной мере оказывает влияние на поведение модели на трассе. Наиболее устойчивыми к переворотам считаются широкие шасси с максимально низким центром тяжести и длинной колесной базой. Именно такие шасси можно чаще всего встретить у большинства пилотов на соревнованиях.
До 2009 года все кузова для Mini-Z Racer предназначались для установки на конкретный тип шасси. Узкие кузова, предназначенные для шасси MR-015, невозможно было использовать на широком шасси MR-02, и наоборот. Кузова, предназначенные для шасси MR-02 RM, невозможно было установить на шасси MR-02 MM, и наоборот.
В 2009 году компания Kyosho начала выпускать новый универсальный тип шасси Mini-Z Racer MR-03, который по сути заменяет ранее выпускаемые шасси MR-015 и MR-02. На MR-03, помимо различных типов моторам, можно установить два типа передней подвески, которые отличаются друг от друга по ширине колеи:
- N — (англ. narrow) узкий тип передней подвески для шасси MR-03
- W — (англ. wide) широкий тип передней подвески для шасси MR-03

На шасси MR-03 стало возможно использовать любой кузов, выпущенный компанией Kyosho за всю историю существования серии Mini-Z, достаточно лишь поставить соответствующую мотораму и переднюю подвеску. Полное наименование шасси выглядит следующим образом MR-03W-MM, MR-03N-RM, MR-03N-HM и т. д.

### AWD
Конструкция полноприводного шасси Mini-Z Racer AWD (MA-010) значительно отличается от конструкции шасси с приводом на задние колёса. Электроника, как и двигатель, располагается в центральной части корпуса (скелета) шасси слева. Двигатель с маленькой ведущей шестерёнкой вращает центральный вал с закреплённой на нём большой ведомой шестерёнкой. Вал соединен с дифференциалами передней и задней осей. Батареи размещены в правой части скелета. Важные узлы закрыты пластиковыми кожухами. Колеса крепятся к шасси в корпусах на независимых пружинных подвесках. Конструкция AWD наиболее похожа на конструкцию реальных автомобилей.

Несмотря на то, что шасси AWD заметно сложнее по конструкции, по весу от заднеприводных шасси она отличается всего на 2-3 грамма. С появлением AWD управляемый занос стал возможен и на Mini-Z, в то время как продемонстрировать дрифт на заднеприводных версиях шасси крайне сложно.

### Formula
Серия Formula включает в себя копии гоночных машин Формулы 1. Средний масштаб 1:24. Продажи радиоуправляемых автомоделей Kyosho серии Formula начались в 2001 году. До 2013 года компания Kyosho ежегодно обновляла линейку кузовов в соответствии с мировым чемпионатом по Формуле 1. В конце 2011 года шасси серии Formula было обновлено и место старой электроники, работающей в частотном диапазоне AM 27MHz, заняла современная электроника, которая работает в частотном диапазоне ASF 2.4GHz.
Из-за того что колёса модели не имеют кузовной защиты, как у шоссейных автомоделей, Formula не рекомендуются начинающим «пилотам».

### Overland
Серия Overland была запущена в 2002 году. Модели этой линейки копируют различные внедорожники. Масштаб 1:28. Привод только на задние колеса. Двигатель смонтирован на заднем зависимом мосту за осью дифференциала. Имеется возможность заблокировать дифференциал с помощью пластиковой вставки, которая входит в комплект поставки. Спереди ставится зависимый мост, в корпусе которого находится сервомеханизм поворота передних колёс. Подвески крепятся к раме на продольных тягах (две сверху и одна снизу) и пружинных стойках с амортизаторами. Соревнования по Overland проводятся редко. Имеются кузова именитых внедорожников мира.

### Monster
Серия Monster появилась в 2003 году. Это модели внедорожников с большими колесами — так называемых «Биг футов» или «монстров». Заднеприводная конструкция шасси Mini-Z Monster представляет собой немного модифицированное шасси Overland. Сразу после выхода монстры отобрали большую часть популярности у Overland благодаря лучшей проходимости, устойчивости и зрелищности. Соревнования проводятся редко. Масштаб этой серии 1:30.

### Lit
Mini-Z Lit — это модели-копии малолитражных автомобилей. Lit имеет более простую конструкцию по сравнению с Mini-Z. По сути Lit является качественной игрушкой, но по скорости езды не сильно отличается от других моделей Mini-Z. Серия Lit снята с производства.

### Buggy
Модели серии Mini-Z Buggy являются уменьшенными копиями в масштабе 1:24 легендарных багги, которые компания Kyosho выпускала ранее и которые становились многократными победителями различных мировых чемпионатов и первенств. Начало продаж моделей этой серии пришлось на ноябрь 2011 г. Конструкция моделей серии Mini-Z Buggy полностью повторяет конструкцию багги более крупных масштабов: полный привод на 4 колеса от центрального вала через дифференциалы, колёса на независимых подвесках с пружинными амортизаторами, пылезащищённое исполнение корпуса шасси, лёгкий кузов из лексана. На моделях данной серии устанавливается такой же электродвигатель, как и на всех прочих моделях Mini-Z. Все модели Mini-Z Buggy оборудованы современной электроникой, работающей в частотном диапазоне ASF 2.4 GHz, которую можно программировать с компьютера, изменяя настройки поведения модели, и подключать гироскоп, который позволяет улучшить стабильность поведения модели на трассе.

### Moto
Mini-Z Moto — начало продаж март 2012 г. Модели серии Mini-Z Moto являются уменьшенными копиями реально существующих мотоциклов в масштабе 1:18. Модель, умещающаяся на ладоне взрослого человека, оборудована высокооборотистым бесколлекторным электромотором, который помимо приведения модели в движение, обеспечивает потрясающую устойчивость двухколёсной модели за счёт гироскопического эффекта. Электроника модели работает в частотном диапазоне FHSS 2.4 GHz. Модель питается от литий-полимерного аккумулятора. Модель поставляется в комплекте с новейшим 3-канальным передатчиком Perfex KT-19.

## Устройство Mini-z
Модели имеют довольно простую конструкцию. Спереди находится рулевой механизм, состоящий из двигателя, редуктора и потенциометра, наружу выходит только рулевая рейка, её заменой можно регулировать угол схождения. Передние колеса на независимой пружинной подвеске. Двигатель смонтирован на мотораме и вращает дифференциал. На дифференциале 44 зуба, на ведущей шестерне могут быть от 6 до 9, её заменой регулируются динамические и скоростные характеристики шасси. Моторама крепится гибкой пластиной снизу (её перемещением меняется база) и амортизатором. Электроника умещается на одной плате, включает в себя приёмник, регулятор скорости (ESC), управление рулевой группой. Внизу, под платой расположены 4 элемента питания типа ААА. Электроника и рулевая машинка закрыты крышкой на шурупах. С помощью отвёртки шасси полностью разбирается. На днище имеется выключатель и ниша для кварца. Ремонтопригодность, возможность полной разборки и замены любого узла, а также инженерный подход к разработке отличают данные модели от игрушек, управляемых по радио. В целом, устройство шасси других линеек не сильно отличается (исключения AWD и monster/overland). В полноприводной версии вместе с электроникой двигатель находится в центральной части шасси слева и вращает кардан. Он соединен с дифференциалами передней и задней осей. Батареи размещены справа. Важные узлы закрыты кожухами. Все колеса на независимых пружинных подвесках. Конструкция AWD наиболее похожа на конструкцию реальных автомобилей. В монстрах и overland двигатель смонтирован на заднем зависимом мосту за осью; спереди, также, ставится зависимый мост, в котором находится рулевая группа. Привод только на задние колеса. Подвески крепятся к раме на продольных тягах (сверху две, снизу одна) и пружинных стойках с амортизаторами.

## Тюнинг
Сторонние производители, равно как и Kyosho, выпускают широкий ассортимент различных запчастей для тюнинга Mini-Z. Базовая комплектация весьма скудна. Почти все узлы изготовлены, хоть из высококачественного, но пластика. Цели тюнинга, помимо увеличения скорости: улучшение управляемости, устойчивости, уменьшение люфтов, увеличение ресурса модели, повышение надежности, увеличение диапазона настроек шасси под конкретную трассу или покрытие, улучшение внешнего вида. Опционально выпускаются практически все узлы модели, зачастую, в различных вариантах исполнения. В основном пользуются популярностью покрышки разной жесткости, более мощные двигатели, например X-speed, более мощные FET`ы для электроники, шариковые дифференциалы, подшипники вместо стандартных пластиковых втулок скольжения, амортизаторы и различные пружины. Большинство тюнинговых деталей изготавливаются из легкого анодированного алюминия, титана, современных пластиков и карбона. Изменить внешний вид модели возможно с помощью установки светодиодных фар, габаритных огней, подсветки днища и колес. Имеется возможность приобретать различные как по дизайну, так и по конструкции, колёсные диски из алюминия или пластика. Машинки, участвующие в соревнованиях, кроме рамы и кузова, могут не иметь ничего общего с Mini-Z «из коробки». Каждая, даже незаметная деталь, может отразиться на времени прохождения круга. Заменой запчастей можно кардинально улучшить характеристики модели, так при стандартной скорости менее 20 км/ч с помощью тюнинга можно добиться её увеличения втрое и более .

## Кузов Mini-Z
Кузова для Mini-Z производятся из прочного пластика, окрашиваются, покрываются лаком и полируются. Достигается максимальная внешняя копийность кузовов не в ущерб прочности и малому весу. Некоторые кузова смотрятся достовернее стендовых аналогов. Перед тем, как кузов поступит в производство, компания Kyosho получает лицензию от автопроизводителя на право производства той или иной модели. Именно поэтому, Kyosho может официально использовать символику и внешний вид большинства автомобилей Мира. Более того, представители автоконцернов присутствуют при презентации той или иной модели, и следят за точным соблюдением копийности. В настоящее время фирма выпускает кузова Ferrari, Lamborghini, Ford, Porsche, BMW, Mercedes, Nissan, Toyota, Honda, Subaru, Mitsubishi, Chevrolet, Alfa Romeo, Opel и т. д. Ежемесячно коллекция кузовов для Mini-Z пополняется новыми моделями.
Кузова для серии Mini-Z Buggy изготовлены из тонкого листового поликарбоната (лексана) и полностью копируют кузова багги более больших масштабов, которые компания выпускала ранее, и которые становились легендами мирового автомодельного спорта

## Аппаратура управления Mini-Z и электроника
Управление Mini-Z осуществляется двухканальным пультом «пистолетного типа». Газ, тормоз и задний ход управляется курком, повороты — колесом на правой части пульта.
До 2008 года все модели Mini-Z укомплектовывались передатчиком и электроникой, работающими в частотном диапазоне AM 27 MHz. Для разнесения частотных каналов в передатчик и в электронику Mini-Z вставляются кварцевые резонаторы. С конца 2008 года компания Kyosho начала производить модели с более «быстрой» и помехозащищённой электроникой, работающей в частотном диапазоне ASF 2.4 GHz. Для управления такими моделями был разработан новый передатчик. На плату электроники Mini-Z были добавлены разъёмы, к которым стало возможно подключать интерфейсный кабель с адаптером для программиирования электроники через компьютер. Кроме того появилась возможность устанавливать, разработанный в компании Kyosho, гироскоп, позволяющий значительно лучше контролировать модель. С конца 2009 года практически все новые модели Mini-Z поставляются с установленной электроникой, работающей в частотном диапазоне ASF 2.4 GHz. Передатчик для моделей с электроникой ASF 2.4 GHz, как правило, приобретается отдельно.
В 2011 году компания Kyosho представила новое поколение электроники, работающей в частотном диапазоне ASF 2.4 GHz для Mini-Z с функцией «Tiki-Tiki». Мощность модели с электроникой «Tiki-Tiki» изначально ограничена до 70 %. В процессе гонки мощность модели можно увеличить до 100 %, но сделать это можно ограниченное количество раз, которое заранее задаётся с помощью специального программного обеспечения. Функция «Tiki-Tiki» может быть активирована в процессе управления моделью только в том случае, если у пользователя имеется опциональный 3-канальный передатчик, который приобретается отдельно.
В 2013 году стартовали продажи новой серии автомоделей Mini-Z MR-03 Sport с передатчиком Kyosho Perfex KT-19 в комплекте, работающим в частотном диапазоне FHS 2.4GHz. Несмотря на то, что автомодель с шасси MR-03 обрела приставку «Sport», электроника была упрощена производителем и лишилась разъёма программирования, который необходим при использовании в режиме спортивных соревнований.

## Соревнования Mini-Z
Приобретённая радиоуправляемая модель Mini-Z может стать ещё одним вариантом отдыха дома или в офисе. Запуск машинок, особенно AWD, Monster или Overland — увлекательное занятие для людей любых возрастов. Однако, через определённое время игра в одиночку надоедает. Поэтому, лучше всего запускать машинки в компании. Именно в соревнованиях раскрывается весь их потенциал, а линейки моделей Racer и Formula специально конструируются для гонок.
Как правило, соревнования на Mini-Z проводятся в нескольких категориях, например:
- Класс «Mono» — модели «из коробки». Допускаются минимальные переделки модели, которые не отражаются на технических характеристиках.
- Класс «Stock» — модели с любым тюнингом, но ограниченные по минимальному весу и по характеристикам используемого мотора.
- Класс «Modified» — модели с любым тюнингом и моторами без ограничений.
- Класс «AWD» — модели AWD часто выделяются в отдельный класс соревнований, но за счёт используемого тюнинга AWD может составить конкуренцию моделям в классе Modified.
- Класс «Drift» — модели AWD с специальными очень жесткими покрышками для езды в управляемом заносе.
- Классы Formula, Overland и Monster — соревнования этих моделей проводятся в России крайне редко.

На время соревнований машинка снабжается специальным электронным устройством — транспондером, он необходим для точного определения времени прохождения круга по трассе. Заезд проходит по специальной трассе на время. Следует заметить, что в отличие от «больших» масштабов радиоуправляемых моделей затраты на содержание даже «заряженных» версий Мini-Z относительно невелики. Поэтому многие могут позволить себе оттюнингованную машинку. Из-за малых размеров поломки нечасты, а их ликвидация относительно недорога. Специфика соревнований выставляет на передний план мастерство пилота, а не характеристики машинки. Для достижения того уровня, когда будет ощутимо превосходство глубокого тюнинга, необходимо потратить много времени за тренировками. Трасса для моделей может быть очень невелика — 4 — 7 метров. Скорость даже базовой модели составляет около 30 км/ч. Модель ускоряется очень быстро, поэтому от пилота требуется высокое мастерство и великолепная реакция, чтобы грамотно контролировать модель. Ошибок Mini-Z не прощает, не редко на трассе происходят столкновения, развороты, опрокидывание моделей. После гонки на трассе остаются зеркала, антикрылья и другие элементы излишнего декора. Машинка, побывавшая «в боях», часто покрывается царапинами, лишается некоторых частей кузова, поэтому для гонок предпочитают использовать кузова с минимальным количеством декоративных деталей. Пример кузова Ferrari Enzo и McLaren F1 … они же являются наиболее популярными и устойчивыми к переворотам. Кроме того, специально для класса «Modified» некоторые компании выпускают лёгкие кузова из тонкого лексана (листовой поликарбонат).

## Типичные поломки
Пластик, из которого изготовлены Mini-Z, довольно прочный, но из-за больших скоростей нередки поломки. В основном они незначительны и касаются декоративных элементов кузова. В первую очередь страдают зеркала, спойлеры, появляются царапины. В то же время кузовные элементы можно легко склеивать, благодаря этому удается избежать более серьёзных поломок. Из значительных поломок чаще всего трескается пластина, соединяющая мотораму с корпусом шасси, но её всегда можно заменить на пластину из более прочного карбона или стеклопластика. Иногда из-за применения мощных двигателей выходят из строя полевые транзисторы (FET`ы). В монстрах ломаются элементы подвески, так как на них приходятся большие нагрузки: крепления амортизаторов, поворотные кулаки, рулевая тяга. В серии F1 чаще всего страдает кузов и незащищённая передняя подвеска. Конструкция всех машинок такова, что замену или ремонт любого узла шасси можно осуществить с помощью отвёртки — это основной необходимый инструмент для обслуживания Mini-Z. Следует заметить, что при интенсивном использовании машинка требует постоянного обслуживания. Не рекомендуется запускать Racer и F1 на улице, так как их узлы не защищены от пыли. Песчинка, попавшая в двигатель или в сервопривод, может полностью их застопорить. Как и в любом виде моделизма, следует быть готовым к тому, что придётся некоторое время проводить за настройкой, чисткой и ремонтом Mini-Z. Появится необходимость в изучении технических особенностей и конструкции шасси. Это является неотъемлемой частью подобного вида хобби.

## Стоимость
Цены на радиоуправляемые модели Mini-Z в базовой комплектации в России начинаются от 6 тыс.руб. Стоит не забывать, что, возможно, вам понадобятся несколько комплектов аккумуляторов для питания аппаратуры и модели. Желательный тюнинг — подшипники, двигатель, резина, пластины крепления моторамы к корпусу шасси. Цена моделей Mini-Z в полном тюнинге, как правило не превышает 30 тыс.руб.

## Будущее Mini-Z
Серия моделей Mini-Z развивается уже 15 лет. Еженедельно, как компанией Kyosho, так и другими производителями в различных странах мира, выпускающими опциональные запчасти, презентуются новинки для тюнинга моделей серии Mini-Z. Компания Kyosho с завидной регулярностью пополняет коллекцию кузовов для Mini-Z. В связи с появлением в конце 2009 года нового универсального шасси Mini-Z Racer MR-03, которое пришло на смену MR-015 и MR-02, инженеры компании Kyosho сделали основной упор на развитии производства тюнинговых запчастей для этого шасси, но не забыты и другие серии.